# Canton de Toulouse-1
Le canton de Toulouse-1 est une circonscription électorale française de l'arrondissement de Toulouse, situé dans le département de la Haute-Garonne et la région Occitanie.

## Histoire
Le canton de Toulouse-1 a été créé par décret du 16 août 1973 lors du remplacement des cantons de Toulouse-Centre, Toulouse-Nord, Toulouse-Ouest et Toulouse-Sud.
À la suite du redécoupage cantonal de 2014 de la Haute-Garonne, défini par le décret du 13 février 2014, le canton est remanié.

## Représentation

### Représentation de 1973 à 2015
| Période | Période      | Identité                  | Étiquette   | Qualité |
| ------- | ------------ | ------------------------- | ----------- | --- |
| 1973    | 1997 (décès) | Pierre Baudis             | RI puis UDF | Administrateur civil au ministère de l'économie et des finances Député de 1958 à 1967 et de 1968 à 1978 Maire de Toulouse de 1971 à 1983 |
| 1997    | 2004         | Marie-Michèle Claux       | UDF         | Gérante de société Maire Adjoint de Toulouse de 1983 à 2008                                                                              |
| 2004    | 2012 (décès) | Marie-Christine Lafforgue | PS          | Professeur de Français Vice-présidente du Conseil général                                                                                |
| 2012    | 2015         | Serge Soula               | PS          | Scientifique à l'observatoire Midi-Pyrénées                                                                                              |

Canton faisant partie de la quatrième circonscription de la Haute-Garonne.

### Représentation à partir de 2015
| Période élective | Période élective | Mandat | Mandat   | Identité           | Nuance | Nuance | Qualité |
| ---------------- | ---------------- | ------ | -------- | ------------------ | ------ | ------ | --- |
| 2015             | 2021             | 2015   | 2021     | Julien Klotz       |        | PS     | Ingénieur aéronautique Ancien conseiller général du canton de Toulouse-3                                                                                                   |
| 2015             | 2021             | 2015   | 2021     | Christine Stébenet |        | G·s    | Fonctionnaire territoriale |
| 2021             | 2028             | 2021   | en cours | Isabelle Hardy     |        | G·s    | Responsable communication, conseillère municipale de Toulouse 8e Vice-présidente Diversification et desserrement économique - Économie Sociale et Solidaire - Emploi local |
| 2021             | 2028             | 2021   | en cours | Julien Klotz       |        | PS     | Ingénieur aéronautique, conseiller sortant |

### Résultats détaillés

#### Élections de mars 2015
À l'issue du 1er tour des élections départementales de 2015, deux binômes sont en ballottage : Julien Klotz et Christine Stébenet (PS, 31,58 %) et Christophe Alves et Marthe Marti (Union de la Droite, 28,61 %). Le taux de participation est de 44,81 % (13 876 votants sur 30 964 inscrits) contre 52,11 % au niveau départemental et 50,17 % au niveau national.
Au second tour, Julien Klotz et Christine Stebenet (PS) sont élus avec 56,41 % des suffrages exprimés et un taux de participation de 43,89 % (7 087 voix pour 13 590 votants et 30 964 inscrits).
Christine Stébenet est candidate sur la liste EELV aux élections sénatoriales. Elle a quitté le PS et adhéré à Génération.s.

#### Élections de juin 2021
Le premier tour des élections départementales de 2021 est marqué par un très faible taux de participation (33,26 % au niveau national). Dans le canton de Toulouse-1, ce taux de participation est de 33,12 % (9 871 votants sur 29 806 inscrits) contre 36,67 % au niveau départemental. À l'issue de ce premier tour, deux binômes sont en ballottage : Isabelle Hardy et Julien Klotz (Union à gauche, 33,83 %) et François Benoit-Marquie et Clementine Renaud (binôme écologiste, 23,61 %).
Le second tour des élections est marqué une nouvelle fois par une abstention massive équivalente au premier tour. Les taux de participation sont de 34,36 % au niveau national, 36,26 % dans le département et 32,32 % dans le canton de Toulouse-1. Isabelle Hardy et Julien Klotz (Union à gauche) sont élus avec 58,73 % des suffrages exprimés (4 936 voix pour 9 637 votants et 29 813 inscrits),,. 

## Composition

### Composition de 1973 à 2015
Lors de sa création en 1973, le canton de Toulouse-I se composait de la portion de territoire de la ville de Toulouse déterminée par l'axe des voies ci-après : pont Saint-Pierre, place Saint-Pierre, rue Pargaminières, rue Romiguières, le côté nord de la place du Capitole (non compris), rue Lafayette, place Wilson, rue des Trois-Journées, boulevard Lazare-Carnot, rue de la Colombette, avenue de la Gloire, avenue Jean-Chaubet, avenue Camille-Pujol, rue Lucien-Cassagne, avenue Jean-Rieux, rue Bernard-Mulé, allée des Soupirs, Grand-Rond, allées Forain-François-Verdier, rue Riguepels, place Saint-Étienne, rue Croix-Baragnon, rue de la Trinité, place de la Trinité, rue des Marchands, rue de Metz, place du Pont-Neuf et la Garonne.
Quartiers de Toulouse inclus dans le canton :
- Capitole
- Bonhoure
- Esquirol
- La Daurade
- Place Dupuy
- Saint-Aubin

### Composition à partir de 2015
| Nom                              | Code Insee | Intercommunalité   | Superficie (km2) | Population (dernière pop. légale)                 | Densité (hab./km2) | Modifier                                    |
| -------------------------------- | ---------- | ------------------ | ---------------- | ------------------------------------------------- | ------------------ | ------------------------------------------- |
| Toulouse (bureau centralisateur) | 31555      | Toulouse Métropole | 118,30           | Fraction : 62 682 (2022) Commune : 511 684 (2022) | 4 325              | modifier les données · modifier les données |
| Canton de Toulouse-1             | 3115       |                    |                  | 62 682 (2022)                                     |                    | modifier les données                        |

Le nouveau canton de Toulouse-1 comprend la partie de la commune de Toulouse située à l'intérieur d'un périmètre défini par l'axe des voies et limites suivantes : depuis la limite territoriale de la commune de Tournefeuille, avenue de Lardenne, rocade A620, avenue de Grande-Bretagne, avenue de Casselardit, rue des Fontaines, place du Ravelin, rue Marthe-Varsi, allée Charles-de-Fitte, cours de la Garonne, pont de la Croix-de-Pierre, boulevard Déodat-de-Séverac, ligne de chemin de fer de Saint-Agne à Auch, rue de la Faourette, rue Jean-Mermoz, rue Henri-Desbals, rocade A620, route de Saint-Simon, avenue Louis-Bazerque, rue Alex-Coutet, route de Saint-Simon, avenue Maurice-Magre, avenue Gaspard-Coriolis, rue du Professeur-Gaston-Dupouy, chemin du Marin, chemin Reboul, chemin de Corneillan, chemin de Ramelet-Moundi, jusqu'à la limite territoriale de la commune de Tournefeuille.

## Démographie

### Démographie avant 2015
| 1975 | 1982 | 1990   | 1999   | 2006   | 2011   | 2012   |
| ---- | ---- | ------ | ------ | ------ | ------ | ------ |
| -    | -    | 25 298 | 26 342 | 29 260 | 28 627 | 28 605 |

### Démographie depuis 2015
En 2022, le canton comptait 62 682 habitants, en évolution de +12,13 % par rapport à 2016 (Haute-Garonne : +8,02 %, France hors Mayotte : +2,11 %).
| 2013   | 2018   | 2022   |
| ------ | ------ | ------ |
| 53 498 | 57 350 | 62 682 |